# Nikolaj Ivanisjev
Mykola Dmytrovytj Ivanysjev ukrainska: Микола Дмитрович Іванишев; Nikolaj Dmitrijevitj Ivanisjev (ryska: Николай Дмитриевич Иванишев), född den 5 november 1811, Kiev, död den 14 oktober 1874, Kiev, var en ukrainsk jurist och historiker.
Ivanisjev var professor vid Kievs universitet. Han var synnerligen verksam för undersökningen av sydvästra Rysslands fornminnen av olika slag, i synnerhet dess äldre handlingar. Han var en framstående medarbetare i den 1843 i Kiev upprättade Provisoriska kommissionen för undersökning av gamla handlingar samt i de av denna utgivna viktiga samlingarna "Pamjatniki" (fyra band, 1847–1859) och "Arkiv för sydvästra Ryssland".